# Jean Comaroff
Jean Comaroff (ur. 22 lipca 1946 w Edynburgu) – antropolożka społeczna, profesor antropologii i African and African American Studies oraz pracownica naukowa (Oppenheimer Research Fellow) na Uniwersytecie Harvarda. Jej badania, prowadzone głównie w południowej Afryce, skupiają się na procesach społecznej i kulturowej transformacji, postkolonializmie i zagadnieniach antropologii medycznej. Zazwyczaj publikuje wspólnie z mężem, Johnem Comaroffem, który także jest antropologiem.

## Edukacja i kariera naukowa
Jean Comaroff podjęła studia na Uniwersytecie Kapsztadzkim, gdzie w 1966 obroniła licencjat w dziedzinie antropologii i języka angielskiego. Podczas studiów poznała swojego przyszłego męża, Johna Comaroff.
,,Kiedy zaczęłam studia, nie miałam pojęcia czym chciałabym się zajmować. Zaczęłam od litery A i zapisałam się na zajęcia z języka afrikaans, archeologii i antropologii. Na zajęciach z antropologii prowadzonych przez Monicę Wilson przeżyłam objawienie. To było jedyne miejsce na tej uczelni, gdzie ktokolwiek zdawał się zauważać, że żyjemy w Afryce, i że afrykańska społeczność i kultura ma coś do przekazania światu. To było niezwykłe doświadczenie.”
Monica Wilson stała się mentorką Jean i Johna. Za jej namową para kontynuowała swoją edukację w London School of Economics, gdzie w 1974 Jean uzyskała tytuł doktora antropologii. W Londynie poznali również Isaaca Schapera, antropologa i fotografa, który stał się dla nich nauczycielem i przyjacielem.
W latach 1973–1978 Jean Comaroff pracowała na Uniwersytecie Manchesterskim, koncentrując się przede wszystkim na antropologii medycznej. W 1978 związała się z Uniwersytetem Chicagowskim, gdzie pracowała do 2012 roku jako profesor antropologii i dyrektorka Chicago Center for Contemporary Theory. Aktualnie pracuje na Uniwersytecie Harvarda. Posiada również honorowy tytuł profesora Uniwersytetu Kapsztadzkiego.

## Życie prywatne
Comaroff urodziła się 22 lipca 1946 roku w Edynburgu. Ojciec Jean, Żyd południowoafrykańskiego pochodzenia, był lekarzem. Po obronieniu dyplomu na Uniwersytecie Kapsztadzkim wyemigrował do Irlandii celem podjęcia specjalizacji. Po wybuchu II wojny światowej wstąpił do Armii Brytyjskiej. Matka pochodziła z niemieckiej luterańskiej rodziny, która wyemigrowała do Południowej Afryki pod koniec XIX wieku. Kiedy Jean miała 10 miesięcy, rodzina została zmuszona do powrotu do Południowej Afryki i zamieszkała w przemysłowym mieście Port Elizabeth. Jej ojciec znalazł pracę jako lekarz, zaś matka, która wyznawała judaizm i płynnie władała językiem jidysz, zaangażowała się w pracę dla społeczności żydowskiej. Oboje rodziców było przeciwnych polityce apartheidu.
Podczas studiów na Uniwersytecie Kapsztadzkim Jean poznała swojego przyszłego męża Johna Comaroff, który również jest antropologiem. Para zazwyczaj prowadzi badania naukowe i publikuje wspólnie.

## Badania terenowe
- 1969–1970: Badania wśród Barolong boo Ratshidi na granicy RPA i Botswany dotyczące rytuałów, kosmologii i zapobiegania nieszczęściom (19 miesięcy).
- 1971–1972: Badania w Południowej Walii (Wielka Brytania) dotyczące symbolicznych aspektów komunikacji lekarza i pacjenta w zakresie ogólnej praktyki medycznej (13 miesięcy).
- 1974–1975: Badania wśród Barolong w Botswanie o społecznych i kulturalnych wymiarach „rozwoju” i transformacji.
- 1976–1978: Badania prowadzone wśród angielskich rodzin dzieci chorych na białaczkę dotyczące społeczno-kulturowego postrzegania ciężkiej choroby dziecka.
- 1994–1998: Badania zmian zachodzących w społeczeństwie Południowej Afryki po zniesieniu apartheidu.
- 1999–2000: Badania nad okultyzmem w postkolonialnej Afryce Południowej.

## Publikacje
- 1991 [z J.L. Comaroff] Of Revelation and Revolution, Volume I, Christianity and Colonialism in South Africa. Chicago: University of Chicago Press.
- 1992 [z J.L. Comaroff] Ethnography and the Historical Imagination. Boulder: Westview Press.
- 1997 [z J.L. Comaroff] Of Revelation and Revolution, Volume II, The Dialectics of Modernity on a South African Frontier. Chicago: University of Chicago Press.
- 1999 [red., z J.L. Comaroff] Civil Society and the Political Imagination in Africa: Critical Perspectives, Problems, Paradoxes. Chicago: University of Chi-cago Press.
- 2001 [red., z J.L. Comaroff] Millennial Capitalism and the Culture of Neoliberalism. Raleigh, N.C:
- 2006 [red., z J.L. Comaroff] Law and Disorder in the Postcolony. University of Chicago Press.
- 2009 [z J.L. Comaroff] Ethnicity, Inc. University Of Chicago Press.
- 2011 [z J.L. Comaroff] Theory from the South: How Euro-America is evolving toward Africa. Boulder, CO.: Paradigm Publishers.

## Publikacje w języku polskim
- 2011 [z J.L. Comaroff] Etniczność sp. z o.o., Kraków: Jagiellonian University Press.